# Ophiodes
Ophiodes — род ящериц семейства веретеницевые. Обитают в Южной Америке. Название рода происходит от древнегреческого οφιωδης — «змеевидный». Общая длина представителей этого рода достигает 25—27 см. Окраска верхней стороны тела серая или зеленоватая с чёрными полосами. Нижняя часть тела голубая или матово-белая. Передние ноги отсутствуют, есть рудиментарные задние ноги длиной до 1 см с единственным пальцем. Предпочитают открытые травянистые луга, встречающиеся во влажных тропических лесах. Активны по большей части днём. Питаются насекомыми и мелкими беспозвоночными. При опасности могут отбрасывать хвост. Это яйцеживородящие ящерицы. Самки рожают до 3 детёнышей.

## Виды
На июнь 2024 года род включает 6 видов:
- Ophiodes enso Entiauspe-Neto, Marques Quintela, Regnet, Teixeira, Silveira, & Loebmann, 2017
- Ophiodes fragilis (Raddi, 1820)
- Ophiodes intermedius Boulenger, 1894
- Ophiodes luciae Cacciali & Scott, 2015
- Ophiodes striatus (Spix, 1824)
- Ophiodes vertebralis Bocourt, 1881